# Gloria Long Anderson
Gloria Long Anderson (sinh ngày 5 tháng 11 năm 1938) là giáo sư hóa học tại Cao đẳng Morris Brown, và phó chủ tịch của nó cho các vấn đề học thuật. Bà đã từng là Chủ tịch tạm thời của Morris Brown, và là Phó Chủ tịch của Tổng công ty phát thanh truyền hình công cộng. Bà được biết đến với các nghiên cứu về flo-19 và tên lửa đẩy nhiên liệu rắn.

## Đầu đời và sự nghiệp
Anderson sinh ngày 5 tháng 11 năm 1938, tại Altheimer, Arkansas, nơi bà được nuôi dạy. Bà là con gái của Elsie Foggie Long và Charley Long, và là đứa con thứ tư trong một gia đình có sáu người con. Bà là con gái duy nhất, và đã học đọc trước khi bà lên bốn tuổi. Cha bà là một nông dân và một người gác cổng, và mẹ bà là một công nhân và thợ may trong nước. Trong khi bà giúp đỡ ở trang trại, cha mẹ bà ưu tiên giáo dục và cho phép bà bắt đầu học tiểu học khi bốn tuổi. Bà tham dự các trường công lập tách biệt, bao gồm cả Trường đào tạo Altheimer, và là một học sinh giỏi nhảy lớp, tốt nghiệp trung học năm 16 tuổi, năm 1954. Bà nhận được học bổng Rockefeller giữa năm 1956 và 1958, và tốt nghiệp với tư cách là thủ khoa từ trường Cao đẳng Nông nghiệp, Cơ khí và Đại học Arkansas năm 1958. Mặc dù bà đã được nhận vào học cao học tại Đại học Stanford, bà không thể học ở đó vì thiếu kinh phí. Sau đó, bà bị từ chối một vị trí tại Công ty Ralston Purina vì bà là người Mỹ gốc Phi. Anderson dạy lớp bảy tại một trường học ở Altheimer trước khi chấp nhận làm trợ lý giảng dạy ở Đại học Atlanta trong chương trình thạc sĩ của họ. Bà kết hôn với Leonard Sinclair Anderson năm 1960. Bà đã dạy một năm tại South Carolina State College và sau đó chuyển đến Morehouse College, nơi bà đã trải qua hai năm làm việc với Henry Cecil McBay và dạy hóa học.
Bà bắt đầu nghiên cứu tiến sĩ tại Đại học Chicago năm 1965 và làm việc với Leon Stock về cộng hưởng từ hạt nhân và sự thay đổi tần số hồng ngoại CF của flo-19. Trong suốt thời gian ở đó, bà được cố vấn bởi Thomas Cole và dạy kèm các sinh viên da trắng hóa học. Anderson nhận bằng tiến sĩ hóa học hữu cơ vào năm 1968, và trở thành phó giáo sư và chủ tịch khoa Hóa học của trường Morris Brown. Bà đã tiến hành nghiên cứu của mình tại một trường đại học và cao đẳng lịch sử màu đen sau vụ ám sát Martin Luther King năm đó, và xem xét nghiên cứu của bà ở đó khi đóng góp cho phong trào dân quyền của Hoa Kỳ. Năm 1973, bà trở thành Giáo sư Hóa học và chủ tịch của Fuller E. Callaway, mà bà trở lại vào năm 1990 sau khi làm Trưởng khoa Học thuật từ năm 1984 đến năm 1989. Nghiên cứu của bà đã được áp dụng cho thuốc kháng virus. Anderson trở thành chủ tịch lâm thời của Morris Brown hai lần, từ năm 1992 đến năm 1993 và năm 1998, và là Trưởng Khoa học và Công nghệ từ năm 1995 đến năm 1997.
Trong suốt sự nghiệp của mình, bà đã nghiên cứu tiếp tục về flo-19 và tương tác của nó với các nguyên tử khác, sử dụng nó để thăm dò các phản ứng tổng hợp. Nghiên cứu của Anderson cũng đã đề cập đến các cơ chế epoxit hóa, tên lửa đẩy nhiên liệu rắn, tổng hợp thuốc kháng vi-rút, các hợp chất dược phẩm có chất fluoride và các amantadines được thế.
Bên ngoài học viện, Anderson được bổ nhiệm bởi Tổng thống Richard Nixon trong nhiệm kỳ sáu năm trong ban giám đốc công ty phát thanh truyền hình năm 1972, nơi bà cũng là chủ tịch cho phụ nữ, dân tộc thiểu số và các nhóm nhân lực, và sau đó là phó chủ tịch hội đồng quản trị từ 1977 đến 1979. Bà nhận bằng sáng chế vào năm 2001 và 2009.
Anderson được ghi tên trong số các nhà khoa học hăng hái nhất ở Atlanta, Georgia vào năm 1983 bởi tạp chí Atlanta.
Bà đã ly dị và có một con trai, Gerald.